# Gustaf Blom
Gustaf Blom var bastrumslagare i den första musikkår som Frälsningsarmén bildade 1883 i Sverige. Han var även sångförfattare.

## Sånger
- Jesus allena mitt hjärta skall äga